# Arbogna-Erbognone
L'Arbogna-Erbognone (in lombardo Arbògna-Erbognon) è un torrente che scorre nel Basso Novarese ed in Lomellina, attraversando le province di Novara e di Pavia, rispettivamente per 20 e 29 chilometri.
È un importante affluente del torrente Agogna, nel quale confluisce in comune di Ferrera Erbognone.

## Percorso

### Sorgenti
Il torrente nasce da due risorgive: la prima ha origine presso la chiesa di Sant'Eufemia e va parzialmente ad alimentare l'acquedotto, la seconda sorge presso il Viale Piazza d'Armi e scorre in parte interrata. I due corsi d'acqua si congiungono a sud di Novara, nel quartiere Bicocca.

### Tratto piemontese
Dal ponte della tangenziale di Novara fino a Garbagna Novarese, l'Arbogna scorre in un ambiente molto diverso rispetto alla pianura novarese: la valle dell'Arbogna, un susseguirsi di collinette separate da piccole valli che confluiscono tutte verso il piccolo torrente.
Il fondovalle principale era, sino ad alcuni anni or sono, una palude di interessanti dimensioni; successive bonifiche a fini agricoli lo hanno trasformato in risaie che presentano, incastonati, alcuni stagni non coltivabili.

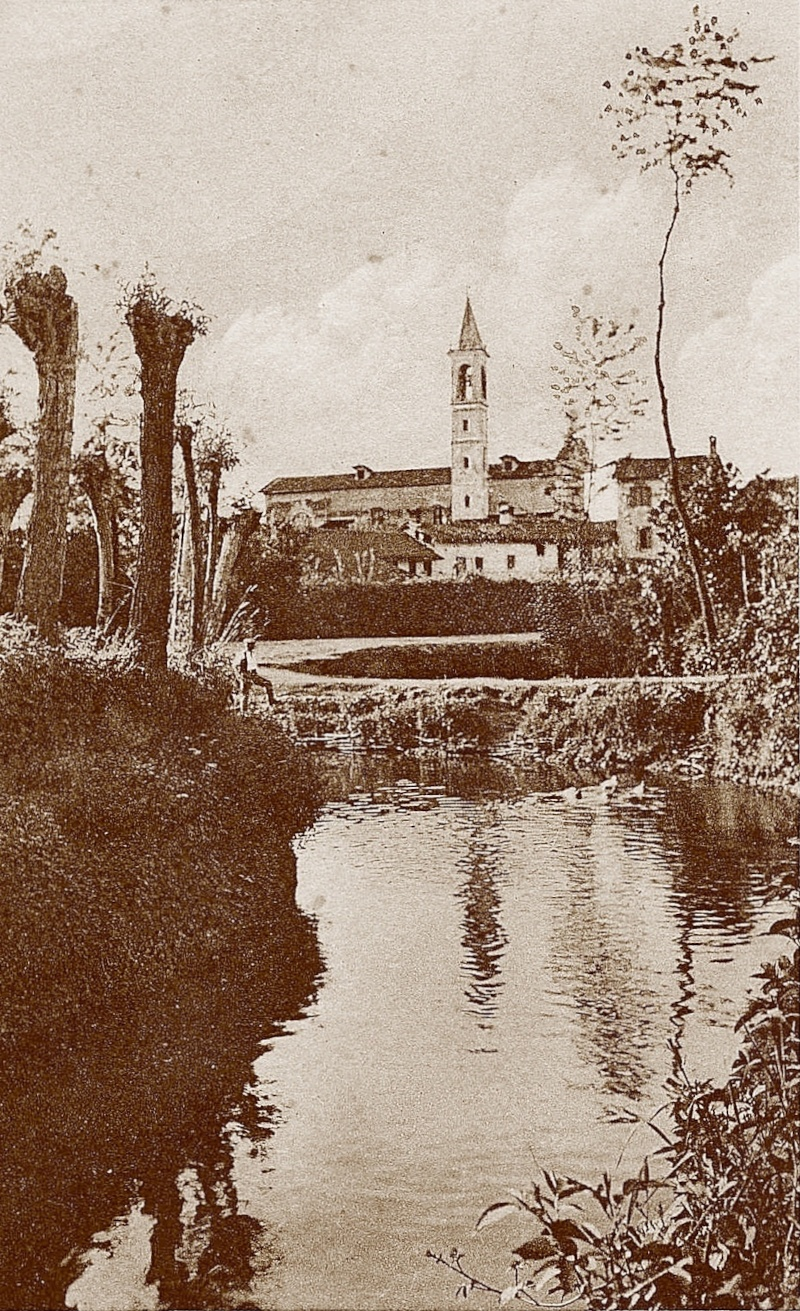
Piena a Garbagna nel 1950

A Garbagna, dove è anche arginata, è stata costruita alla fine degli anni novanta un'importante opera idraulica: l'Arbogna è stata deviata e successivamente sbarrata per diramarsi in un cavo artificiale che ritorna al torrente poco a valle di Nibbiola. Sul confine tra Garbagna e Nibbiola riceve il colatore Rimella. Giunto a Vespolate riceve ben tre affluenti che raddoppiano il volume delle acque: il cavo Cattedrale, la fontana di Santa Maria e il cavetto delle acque buone (derivazione meridionale del cavo Panizzina). Con portata più regolare attraversa quindi Borgolavezzaro, dove riceve il modesto apporto del torrente Ri.

### Tratto lombardo
Entra dunque in Lombardia, nella regione storica della Lomellina. Qui bagna Albonese (a cui dà il nome), Mortara (dove riceve il cavo Panizzina e il cavo Plezza), Cergnago, San Giorgio di Lomellina e Ottobiano.
Giunto nel comune di Ferrera Erbognone, muta il nome in Erbognone, prima di confluire da sinistra nell'Agogna, a pochi chilometri a sud-ovest dell'abitato.

## Il "dibattito" sulle sorgenti
L'area di Novara, in particolare la zona meridionale, è ricca di risorgive che confluiscono dando origine a corsi d'acqua più o meno importanti. In taluni casi non è semplice stabilire l'esatta posizione delle loro sorgenti.
Si è soliti localizzare erroneamente la sorgente dell'Arbogna nel centro di Novara, come indicato da molte carte geografiche; alcune di esse indicano il corso totale dell'Arbogna (o quantomeno quello dalla piazza d'Armi); altre, invece, ci indicano il corso solo dalla pieve di San Giovanni, sita a sud di Vespolate. Altre fonti riferiscono la sorgente tra la tenuta Moncucco e Olengo, alimentata da diramazioni dell'Agogna, della Roggia Mora e del Terdoppio. Tutti questi fattori concorrono a definire il sottobacino dell'Arbogna-Erbognone, a dispetto delle dimensioni, particolarmente complesso.

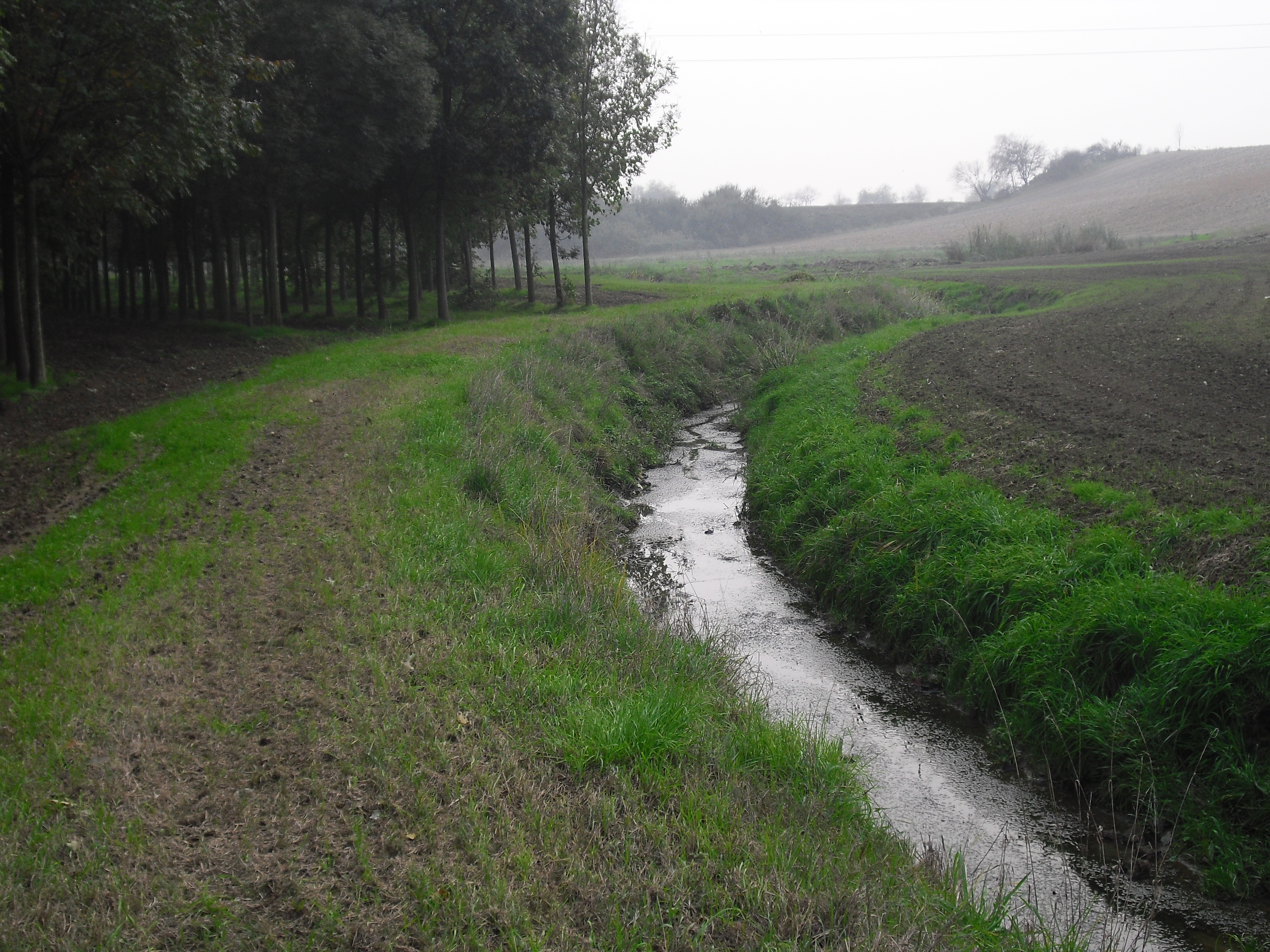
L'Arbogna a sud di Novara

## Storia
In alcune carte del 1046 e del 1189 era riportato come Albonia.
Nel XIII secolo l'Arbogna costituiva l'unico corso d'acqua all'interno delle mura cittadine di Novara. La sua sorgente nei pressi della chiesa di Sant'Eufemia (nella parte orientale del centro storico) attraversava i territori delle parrocchie della stessa Sant'Eufemia e di San Pietro, per poi defluire verso sud, oltre l'abitato. Il suo alveo era a cielo aperto, visibile, e attraversato da numerosi ponti; vi confluivano anche diversi canali di scolo delle acque piovane, anch'essi in parte scoperti e attraversati da ponti.
Con il passare del tempo, il tratto urbano del torrente fu progressivamente coperto e le acque in parte convogliate nella rete dell'acquedotto cittadino e in parte incanalate nel sottosuolo, per riemergere infine a sud dell'abitato. L'interramento delle sorgenti naturali comportò una sensibile riduzione della portata del torrente.

## Portata media
La portata media dell'Arbogna-Erbognone è di circa 0,9 m³/s, tuttavia, a seguito dell'interramento delle proprie sorgenti "naturali", è molto diminuita. Durante i periodi con assenza di precipitazioni il corso d'acqua si presenta quasi in secca nel tratto iniziale (Novara - Garbagna Novarese); al contrario, in caso di forti piogge, può gonfiarsi rapidamente con alto rischio di straripamenti. In passato ha causato rilevanti danni a Garbagna Novarese e a Mortara; ancora oggi, a causa dello stato di degrado dell'alveo, desta preoccupazione perché può straripare appena raggiunge un livello di poco superiore a quello della normale portata.
Secondo rilevamenti fatti anni or sono, la portata massima dell'Arbogna-Erbognone è di circa 100 m³/s a Garbagna Novarese e di circa 300 m³/s a Mortara, entrambe con tempo di ritorno di 300 anni.

### Portate medie mensili
La portata media dell'Arbogna-Erbognone è influenzata dai numerosi prelievi idrici che sono fondamentali per l'irrigazione delle risaie, anche se riducono (specie nei mesi di coltura) il corso ad un rigagnolo.

## Fauna ittica
La popolazione di pesci presenti è ben strutturata, seppur la qualità delle acque non sia delle migliori: alborella, carassio, cavedano, cobite comune, cobite di stagno orientale, gardon, ghiozzo padano, gobione, persico sole, pseudorasbora, rodeo amaro, scardola, tinca e triotto popolano il corso d'acqua.

## Stato ambientale
Sino al 2000 (alla località Santa Maria di Borgolavezzaro) il campionamento eseguito dall'ARPA dava un valore pessimo delle acque.
Si sono verificate non poche morie di pesci, soprattutto per la poca acqua e l'inquinamento (in particolare da mercurio e metalli pesanti).